# Thế vận hội Mùa hè 1984
Thế vận hội Mùa hè 1984 (tên chính thức là Thế vận hội Mùa hè lần thứ XXIII và thường được gọi là Los Angeles 1984) là một sự kiện thể thao đa môn quốc tế được tổ chức từ ngày 28 tháng 7 đến ngày 12 tháng 8 năm 1984 tại Los Angeles, California, Hoa Kỳ. Đây là lần thứ hai Los Angeles đăng cai Thế vận hội, lần đầu tiên là vào năm 1932. Đây cũng là Thế vận hội đầu tiên trong hai kỳ liên tiếp được tổ chức tại Bắc Mỹ, với kỳ Thế vận hội Mùa đông 1988 sau đó được tổ chức tại Calgary, Alberta, Canada. California là bang quê hương của tổng thống Mỹ đương nhiệm lúc bấy giờ, Ronald Reagan, người đã chính thức tuyên bố khai mạc Thế vận hội. Đây là Thế vận hội Mùa hè đầu tiên được tổ chức dưới nhiệm kỳ Chủ tịch Ủy ban Olympic Quốc tế (IOC) Juan Antonio Samaranch.
Thế vận hội 1984 bị 14 quốc gia thuộc khối Đông Âu tẩy chay, trong đó có Liên Xô và Đông Đức, để đáp trả cuộc tẩy chay do Hoa Kỳ dẫn đầu tại Thế vận hội Mùa hè 1980 ở Moscow, Liên Xô, nhằm phản đối cuộc xâm lược Afghanistan của Liên Xô. Romania là quốc gia duy nhất thuộc khối Xô Viết quyết định tham dự Thế vận hội 1984. Ngoài ra, Albania, Iran và Libya cũng không tham dự, nhưng vì những lý do không liên quan. Mặc dù một số môn thi đấu bị ảnh hưởng do tẩy chay, 140 Ủy ban Olympic Quốc gia (NOC) đã tham dự Thế vận hội 1984 — một con số kỷ lục vào thời điểm đó. Hoa Kỳ giành được nhiều huy chương vàng và huy chương tổng cộng nhất, tiếp theo là Romania và Tây Đức.
Los Angeles sẽ lần thứ ba đăng cai Thế vận hội Mùa hè vào năm 2028, trở thành thành phố thứ ba trên thế giới — sau Luân Đôn và Paris — làm được điều này.

## Lựa chọn thành phố chủ nhà
Sau vụ tấn công khủng bố tại Thế vận hội Mùa hè 1972, khoản nợ tài chính lớn của Montreal (1976) và các cuộc tẩy chay từ nhiều Ủy ban Olympic Quốc gia, đến cuối những năm 1970, chỉ còn rất ít thành phố sẵn sàng tranh quyền đăng cai Thế vận hội Mùa hè. Chỉ có hai thành phố – Tehran và Los Angeles – đưa ra các hồ sơ tranh cử nghiêm túc cho Thế vận hội Mùa hè 1984. Tehran đã nộp đơn xin đăng cai lên Ủy ban Olympic Quốc tế (IOC) vào ngày 29 tháng 8 năm 1975. Việc lựa chọn thành phố đăng cai được thực hiện tại Phiên họp lần thứ 80 của IOC ở Athens vào ngày 18 tháng 5 năm 1978, nơi Los Angeles được chọn làm thành phố chủ nhà. Vẫn chưa rõ lý do tại sao hồ sơ của Tehran không tiến xa hơn; điều này có thể liên quan đến giai đoạn đầu của bất ổn chính trị tại Iran vào năm 1978. Không có tài liệu chính thức nào xác nhận rằng Iran đã rút hồ sơ – dù là năm 1975 hay 1978.
Los Angeles trước đó đã thất bại khi tranh quyền đăng cai hai kỳ Thế vận hội Mùa hè gần nhất (1976 và 1980, lần lượt thuộc về Montreal và Moscow). Ủy ban Olympic Hoa Kỳ (USOC) đã nộp ít nhất một hồ sơ tranh cử cho mọi kỳ Olympic kể từ năm 1944 nhưng chưa thành công kể từ Thế vận hội Los Angeles năm 1932 – cũng là lần gần nhất chỉ có một thành phố nộp đơn đăng cai Thế vận hội Mùa hè.
| Thành phố   | Quốc gia | Phiếu bầu       |
| ----------- | -------- | --------------- |
| Los Angeles | Hoa Kỳ   | Ưu tiên         |
| Tehran      | Iran     | Không được chọn |

## Môn thể thao
Chương trình thi đấu Thế vận hội Mùa hè 1984 bao gồm 221 nội dung thi đấu thuộc 21 môn thể thao sau:
- Thể thao dưới nước
  -  Nhảy cầu (4)

- -  Bơi lội (29)

- -  Bơi nghệ thuật (2)

- -  Bóng nước (1)

- Bắn cung (2)

- Điền kinh (41)

- Bóng rổ (2)

- Quyền Anh (12)

- Đua thuyền (12)

- Xe đạp

- - Đường trường (3)
  - Đua lòng chảo (5)
- Cưỡi ngựa

- - Dressage (cưỡi ngựa nghệ thuật) (2)
  - Eventing (ba môn phối hợp) (2)
  - Nhảy ngựa (2)
- Đấu kiếm (8)

- Khúc côn cầu trên cỏ (2)

- Bóng đá (1)

- Thể dục dụng cụ

- - Thể dục nghệ thuật (14)
  - Thể dục nhịp điệu (1)
- Bóng ném (2)

- Judo (8)

- Năm môn phối hợp hiện đại (2)

- Chèo thuyền (14)

- Thuyền buồm (7)

- Bắn súng (11)

- Bóng chuyền (2)

- Cử tạ (10)

- Vật

- - Tự do (10)
  - Greco-Roman (10)

### Thể thao trình diễn
- Bóng chày
- Quần vợt

## Các quốc gia tham dự
Vận động viên từ 140 quốc gia đã tham gia Thế vận hội Mùa hè 1984. Mười tám quốc gia lần đầu tiên góp mặt tại Thế vận hội gồm có: Bahrain, Bangladesh, Bhutan, Quần đảo Virgin thuộc Anh, Djibouti, Guinea Xích đạo, Gambia, Grenada, Mauritania, Mauritius, Bắc Yemen, Oman, Qatar, Rwanda, Tây Samoa, Quần đảo Solomon, Tonga và Các Tiểu vương quốc Ả Rập Thống nhất. Zaire trước đó đã từng tham dự Thế vận hội Mùa hè 1968 với tên gọi Congo-Kinshasa. Cộng hòa Nhân dân Trung Hoa cũng lần đầu tiên trở lại Thế vận hội Mùa hè kể từ năm 1952, trong khi Đài Loan (Trung Hoa Dân Quốc) lần đầu tiên tham dự dưới tên gọi mang tính chính trị “Trung Hoa Đài Bắc” (Chinese Taipei).
Liên Xô đã dẫn đầu khối Hiệp ước Warsaw và các quốc gia Cộng sản khác tẩy chay Thế vận hội Los Angeles, để trả đũa việc Hoa Kỳ dẫn đầu cuộc tẩy chay Thế vận hội Moscow bốn năm trước đó (liên quan đến cuộc xâm lược Afghanistan của Liên Xô năm 1979). Những lý do được đưa ra cho cuộc tẩy chay năm 1984 của Liên Xô là mối lo ngại về an ninh, “chủ nghĩa dân tộc cực đoan” và “một làn sóng bài Liên Xô đang bị khuấy động” tại Hoa Kỳ. Tuy nhiên, một số quốc gia Cộng sản vẫn phớt lờ cuộc tẩy chay và tham dự Thế vận hội, trong đó có Nam Tư (nước chủ nhà của Thế vận hội Mùa đông 1984), Cộng hòa Nhân dân Trung Hoa và Romania (quốc gia duy nhất trong khối Hiệp ước Warsaw không tuân theo yêu cầu của Liên Xô). Đoàn Romania đã nhận được sự chào đón nồng nhiệt từ người dân Hoa Kỳ; khi các vận động viên Romania bước vào lễ khai mạc, họ được chào đón bằng một tràng pháo tay đứng từ khán giả – phần lớn là công dân Mỹ. Đây cũng chính là kỳ Thế vận hội thành công nhất của Romania – họ giành được 53 huy chương, trong đó có 20 huy chương vàng. 
Trong bảng dưới đây, số lượng vận động viên đại diện cho mỗi quốc gia được ghi trong ngoặc đơn.
| \| - Algérie (32) - Andorra (2) - Antigua và Barbuda (13) - Argentina (87) - Úc (246) - Áo (102) - Bahamas (22) - Bahrain (10) - Bangladesh (1) - Barbados (16) - Bỉ (67) - Belize (11) - Bénin (3) - Bermuda (12) - Bhutan (6) - Bolivia (12) - Botswana (7) - Brasil (151) - Quần đảo Virgin thuộc Anh (9) - Miến Điện (1) - Cameroon (49) - Canada (439) - Quần đảo Cayman (8) - Trung Phi (2) - Tchad (3) - Chile (57) - Trung Quốc (219) - Đài Bắc Trung Hoa (59) - Colombia (37) - Cộng hòa Congo (10) - Costa Rica (28) - Bờ Biển Ngà (12) - Síp (10) - Đan Mạch (63) - Djibouti (3) - Cộng hòa Dominica (39) \| - Ecuador (10) - Ai Cập (114) - El Salvador (10) - Guinea Xích Đạo (5) - Fiji (15) - Phần Lan (88) - Pháp (243) - Gabon (4) - Gambia (7) - Tây Đức (394) - Ghana (23) - Anh Quốc (338) - Hy Lạp (51) - Grenada (7) - Guatemala (24) - Guinée (3) - Guyana (6) - Haiti (4) - Honduras (12) - Hồng Kông (48) - Iceland (32) - Ấn Độ (48) - Indonesia (16) - Iraq (24) - Ireland (43) - Israel (31) - Ý (305) - Jamaica (45) - Nhật Bản (247) - Jordan (12) - Kenya (60) - Hàn Quốc (204) - Kuwait (23) - Liban (21) - Lesotho (4) - Liberia (9) \| - Liechtenstein (7) - Luxembourg (5) - Madagascar (4) - Malawi (15) - Malaysia (21) - Mali (4) - Malta (8) - Mauritanie (4) - Mauritius (4) - México (99) - Monaco (8) - Maroc (40) - Mozambique (9) - Nepal (11) - Hà Lan (127) - Antille thuộc Hà Lan (8) - New Zealand (130) - Nicaragua (25) - Niger (3) - Nigeria (33) - Na Uy (104) - Oman (16) - Pakistan (29) - Panama (8) - Papua New Guinea (7) - Paraguay (14) - Perú (38) - Philippines (20) - Bồ Đào Nha (39) - Puerto Rico (51) - Qatar (27) - România (125) - Rwanda (3) - Samoa (8) \| - San Marino (19) - Ả Rập Xê Út (40) - Sénégal (24) - Seychelles (9) - Sierra Leone (7) - Singapore (5) - Quần đảo Solomon (3) - Somalia (7) - Tây Ban Nha (185) - Sri Lanka (4) - Sudan (5) - Suriname (5) - Eswatini (8) - Thụy Điển (176) - Thụy Sĩ (129) - Syria (7) - Tanzania (18) - Thái Lan (35) - Togo (6) - Tonga (7) - Trinidad và Tobago (16) - Tunisia (23) - Thổ Nhĩ Kỳ (47) - Uganda (26) - UAE (7) - Hoa Kỳ (615) (chủ nhà) - Uruguay (19) - Venezuela (26) - Quần đảo Virgin thuộc Mỹ (33) - Bắc Yemen (2) - Nam Tư (143) - Zaire (8) - Zambia (16) - Zimbabwe (16) \| | | | |
| - Algérie (32) - Andorra (2) - Antigua và Barbuda (13) - Argentina (87) - Úc (246) - Áo (102) - Bahamas (22) - Bahrain (10) - Bangladesh (1) - Barbados (16) - Bỉ (67) - Belize (11) - Bénin (3) - Bermuda (12) - Bhutan (6) - Bolivia (12) - Botswana (7) - Brasil (151) - Quần đảo Virgin thuộc Anh (9) - Miến Điện (1) - Cameroon (49) - Canada (439) - Quần đảo Cayman (8) - Trung Phi (2) - Tchad (3) - Chile (57) - Trung Quốc (219) - Đài Bắc Trung Hoa (59) - Colombia (37) - Cộng hòa Congo (10) - Costa Rica (28) - Bờ Biển Ngà (12) - Síp (10) - Đan Mạch (63) - Djibouti (3) - Cộng hòa Dominica (39) | - Ecuador (10) - Ai Cập (114) - El Salvador (10) - Guinea Xích Đạo (5) - Fiji (15) - Phần Lan (88) - Pháp (243) - Gabon (4) - Gambia (7) - Tây Đức (394) - Ghana (23) - Anh Quốc (338) - Hy Lạp (51) - Grenada (7) - Guatemala (24) - Guinée (3) - Guyana (6) - Haiti (4) - Honduras (12) - Hồng Kông (48) - Iceland (32) - Ấn Độ (48) - Indonesia (16) - Iraq (24) - Ireland (43) - Israel (31) - Ý (305) - Jamaica (45) - Nhật Bản (247) - Jordan (12) - Kenya (60) - Hàn Quốc (204) - Kuwait (23) - Liban (21) - Lesotho (4) - Liberia (9) | - Liechtenstein (7) - Luxembourg (5) - Madagascar (4) - Malawi (15) - Malaysia (21) - Mali (4) - Malta (8) - Mauritanie (4) - Mauritius (4) - México (99) - Monaco (8) - Maroc (40) - Mozambique (9) - Nepal (11) - Hà Lan (127) - Antille thuộc Hà Lan (8) - New Zealand (130) - Nicaragua (25) - Niger (3) - Nigeria (33) - Na Uy (104) - Oman (16) - Pakistan (29) - Panama (8) - Papua New Guinea (7) - Paraguay (14) - Perú (38) - Philippines (20) - Bồ Đào Nha (39) - Puerto Rico (51) - Qatar (27) - România (125) - Rwanda (3) - Samoa (8) | - San Marino (19) - Ả Rập Xê Út (40) - Sénégal (24) - Seychelles (9) - Sierra Leone (7) - Singapore (5) - Quần đảo Solomon (3) - Somalia (7) - Tây Ban Nha (185) - Sri Lanka (4) - Sudan (5) - Suriname (5) - Eswatini (8) - Thụy Điển (176) - Thụy Sĩ (129) - Syria (7) - Tanzania (18) - Thái Lan (35) - Togo (6) - Tonga (7) - Trinidad và Tobago (16) - Tunisia (23) - Thổ Nhĩ Kỳ (47) - Uganda (26) - UAE (7) - Hoa Kỳ (615) (chủ nhà) - Uruguay (19) - Venezuela (26) - Quần đảo Virgin thuộc Mỹ (33) - Bắc Yemen (2) - Nam Tư (143) - Zaire (8) - Zambia (16) - Zimbabwe (16) |

## Bảng tổng sắp huy chương
Đây là 10 quốc gia giành được nhiều huy chương nhất tại Thế vận hội Mùa hè 1984.
| Hạng                | NOC                 | Vàng | Bạc | Đồng | Tổng số |
| ------------------- | ------------------- | ---- | --- | ---- | ------- |
| 1                   | Hoa Kỳ              | 83   | 61  | 30   | 174     |
| 2                   | România             | 20   | 16  | 17   | 53      |
| 3                   | Tây Đức             | 17   | 19  | 23   | 59      |
| 4                   | Trung Quốc          | 15   | 8   | 9    | 32      |
| 5                   | Ý                   | 14   | 6   | 12   | 32      |
| 6                   | Canada              | 10   | 18  | 16   | 44      |
| 7                   | Nhật Bản            | 10   | 8   | 14   | 32      |
| 8                   | New Zealand         | 8    | 1   | 2    | 11      |
| 9                   | Nam Tư              | 7    | 4   | 7    | 18      |
| 10                  | Hàn Quốc            | 6    | 6   | 7    | 19      |
| 11–47               | Các nước còn lại    | 36   | 72  | 106  | 214     |
| Tổng số (47 đơn vị) | Tổng số (47 đơn vị) | 226  | 219 | 243  | 688     |